# Carl-Ludwig-Ehrenmedaille
Die Carl Ludwig Ehrenmedaille der Deutschen Gesellschaft für Kardiologie für langjährige herausragende wissenschaftliche Arbeiten zur Herz- und Kreislaufforschung. Sie ist nach Carl Ludwig benannt und wird seit 1932 vergeben.

## Preisträger
- 1932 Friedrich Moritz
- 1933 Wilhelm His
- 1934 Karl Hürthle
- 1935 Karel Frederik Wenckebach
- 1936 Ludwig Aschoff
- 1937 Otto Frank
- 1938 Walter Rudolf Hess
- 1951 Hermann Rein, Arthur Weber
- 1953 Ulf von Euler
- 1954 Carl J. Wiggers
- 1960 Aloys Müller
- 1961 Otto Loewi
- 1967 Helen Brooke Taussig
- 1972 Franz Büchner
- 1976 Otto Gauer, James Paget Henry
- 1982 Erik Wetterer
- 1983 Max Holzmann
- 1984 Johannes Linzbach
- 1988 Albrecht Fleckenstein
- 1989 Earl Howard Wood
- 1993 Hans-Jürgen Bretschneider
- 1998 Franz Loogen
- 1999 Sven Effert
- 2000 Wolfgang Schaper
- 2001 Wolfgang Kübler
- 2003 Heinrich Kreuzer, Rolf Schröder
- 2004 Martin Kaltenbach
- 2006 Hasso Scholz
- 2007 Rudi Busse, Jürgen Meyer
- 2008 Peter Hanrath
- 2009 Günter Breithardt
- 2011 Thomas Meinertz
- 2015 Eberhard Grube
- 2017 Gerd Heusch
- 2020 Tassilo Bonzel
- 2023 Hugo A. Katus
- 2025 Michael Böhm